# Автодорога A8 (Латвия)
А8 — государственная автомобильная дорога высшей категории в Латвии, проходящая по маршруту Рига — Литовско-латвийская граница. Является частью европейского маршрута E 77 и Европейских коммуникационных сетей (TEN-T).
Общая протяжённость дороги составляет 76,1 км, начиная от Риги до пересечения дороги Р100 - является 4-ёх полосной трассой по 2 полосы в каждое направление. Среднесуточный объём движения (AADT) составил в 2020 году 11 266 автомобилей в сутки. Дорога имеет асфальтовое покрытие. Текущее ограничение скорости составляет 90 км/ч., но в летние месяцы на отдельных участках разрешенная скорость повышается до 100 км/ч.
На своём протяжении дорога A8 проходит через следующие города и населённые пункты: Яунолайне, Елгава, Платоне, Элея. Пересекает реки Даугаву, Мису, Иецаву, Лиелупе, Платоне и дороги A6, A7, A10 в Риге, A5 в Олайнском крае, P100 возле Озолниеков, P93, P94, P95 в Елгаве, P103 в Элее.